# Pamphagulus vicinus
Pamphagulus vicinus är en insektsart som beskrevs av Willy Adolf Theodor Ramme 1931. Pamphagulus vicinus ingår i släktet Pamphagulus och familjen Dericorythidae. Inga underarter finns listade i Catalogue of Life.